# Песня о любви (картина)
«Песня о любви» — картина американского художника Нормана Роквелла, находится в коллекции Художественного музея Индианаполиса, который находится в Индианаполисе, штат Индиана, США. Впервые опубликована как иллюстрация в Ladies' Home Journal в декабре 1926 года. На ней изображены два пожилых музыканта, играющих дуэтом на флейте и кларнете, в то время как молодая девушка отдыхает от уборки и слушает музыку. Название картины написано на папке для нот, по которым играют музыканты.

## Описание
«Песня о любви» иллюстрирует одну из постоянных тем в творчестве Роквелла: контраст молодости и старости через изображение задумавшейся молодой девушки и пожилых музыкантов. Хотя основное изображение прямолинейно и реалистично, как и большинство работ Роквелла, художник добавляет импрессионистский пейзаж за окном, демонстрируя разносторонность его таланта. Увлечение Роквелла старинными картами, которые он коллекционировал в большом количестве, проявляется в изображении старой карты, которая привязывает картину к сельской местности в Америке. Картина подписана и датирована красным цветом в нижнем правом углу: «Норман Роквелл „26“».

## Исторические сведения
Роквеллу был только тридцать два года, когда ему было поручено создание картины «Песня о любви», но он уже находился в расцвете творческой карьеры и обладал уже десятилетним опытом иллюстрирования журнала Saturday Evening Post. Его известность быстро росла и в последующие годы, но он продолжал поддерживать отношения с Ladies' Home Journal почти до конца своей жизни. В 1971 году журнал опубликовал статью под названием «День благодарения с Норманом Роквеллом», включающую семь страниц его иллюстраций.

### Приобретение
Картина «Песня о любви» была приобретена у Роквелла Фрименом Э. Герцелем. Его племянница Энн Блэкман, и её муж Сидни Блэкуэлл передали её Художественному музею Индианаполиса в 1997 году. Картина выставлена в коллекции американской живописи и скульптуры, её инвентарный номер 1997.151.